# José Antonio Reyes
José Antonio Reyes Calderón (Utrera, Sevilla, 1 de septiembre de 1983-Alcalá de Guadaíra, Sevilla, 1 de junio de 2019) fue un futbolista español que se desempeñaba como extremo para el Sevilla y para la selección española de fútbol y su último club fue el extinto Extremadura UD.
Fue el jugador más joven en debutar en Primera División con el Sevilla cuando tenía dieciséis años. En el mercado de invierno de la temporada 2003-04 fue traspasado al Arsenal por aproximadamente treinta millones. Allí consiguió una Premier League (siendo el primer español en conseguirlo), una Community Shield en 2004 y una FA Cup en 2005.
A partir de aquí sus problemas de adaptación hicieron que su rendimiento futbolístico bajara y estuvo cedido una temporada en el Real Madrid, consiguiendo la Liga en 2007. Ese mismo año fue traspasado al Club Atlético de Madrid. Allí fue cedido de nuevo al Benfica portugués. Jugó con el Atlético de Madrid, el Sevilla (2012-2016), el Espanyol (2016-2017), el Córdoba (2018), el Xinjiang Tianshan Leopard Football Club en China (2018-2019) y, finalmente, en enero de 2019 se incorporó al Extremadura Unión Deportiva de la Segunda División de España. Murió el 1 de junio de 2019 en un accidente de tráfico en Alcalá de Guadaíra, cerca de su localidad natal.
Ha sido el jugador que más campeonatos de Liga Europa de la UEFA ha ganado, un total de cinco, dos con el Atlético de Madrid y tres con el Sevilla.

## Trayectoria

### Sevilla

#### Inicios
Debutó con el Sevilla en la temporada 1999-2000, con solo dieciséis años, adjudicándose así el récord como jugador más joven en debutar en la historia del Club en Primera División. Fue en el minuto 86 de un partido a domicilio ante el Real Zaragoza. Llegó a disputar dos partidos cuando su equipo estaba prácticamente descendido a Segunda División.
En la temporada siguiente el equipo andaluz volvió a la Primera División tras salir campeón de Segunda de la mano de Marcos Alonso. Ya en la máxima categoría volvió a establecer un récord al ser el jugador más joven de la historia de la Primera División española en marcar un gol.

### Arsenal
El 27 de enero de 2004 fichó por el Arsenal de la Premier League inglesa, que pagó al Sevilla unos 30 millones de euros.
En su primera temporada colaboró a mantener el récord de imbatibilidad del Arsenal y consiguió el título liguero, siendo el primer futbolista español en conseguir ganar la Premier League. Relevó en el once titular de los gunners al veterano jugador neerlandés Dennis Bergkamp. También fue importante su participación en la Liga de Campeones 2005-2006. Jugó contra el Real Madrid, Juventus y Villarreal, consiguiendo llegar a la final contra el Barcelona, donde su equipo perdió por 2-1.
A pesar de que la temporada siguiente consiguió la Community Shield y, al finalizar la misma, la FA Cup, su adaptación a Inglaterra fue difícil y su influencia en el club londinense fue mermando hasta desaparecer de la alineación titular.

#### Real Madrid
En 2006 el Real Madrid consiguió su cesión por un año a cambio de Júlio Baptista, que igualmente se fue cedido al Arsenal. El acuerdo se cerró en el último instante del mercado de fichajes de 2006. En el Real Madrid, Reyes no tuvo demasiadas oportunidades de demostrar su talento. A pesar de ello, marcó dos tantos frente al Mallorca, que posibilitaron la consecución de la 30.ª Liga para el Real Madrid.

### Atlético de Madrid
El 30 de julio de 2007 se confirmó su fichaje por el Atlético de Madrid por doce millones de €, y la afición rojiblanca le brindó un desagradable recibimiento debido a que la temporada anterior, teniendo un precontrato con el club rojiblanco, prefirió fichar por los blancos. En esta primera temporada atlética fracasó estrepitosamente. Sus constantes desavenencias con la afición se acrecentaron cuando no saltó al campo frente al Athletic Club por un bajón de azúcar. Esa temporada marcó tan solo un gol con la elástica rojiblanca a pesar de ser uno de los jugadores en los que más esperanzas se tenían dentro de la plantilla del club de la ribera del Manzanares.

#### Benfica
En agosto de 2008 el Atlético de Madrid lo cedió al Benfica de Lisboa, con opción de compra. Allí, dirigido por Quique Sánchez Flores realizó una buena temporada y consiguió la Copa de la Liga. Al finalizar la temporada, el club portugués quiso hacer efectiva la opción de compra pero, finalmente, Reyes regresó a la disciplina del Atlético de Madrid al no llegarse a un acuerdo entre las tres partes.

#### Recuperación
Reyes comenzó la temporada 2009-10 siendo suplente en el Atlético de Madrid, hasta que de la mano de Quique Sánchez Flores, entrenador que sustituyó al destituido Abel Resino, consiguió hacerse un hueco en el once titular, en detrimento de Maxi Rodríguez. La confianza que el técnico depositó en él comenzó a dar sus frutos cuando tras unos partidos muy aceptables consiguió hacer su primer gol con el Atlético. El 9 de enero de 2010, en el partido contra el Real Valladolid, después de dos años y medio sin marcar en la Liga española, consiguió marcar. Desde entonces, Reyes pasó de ser uno de los jugadores más odiados por la afición a uno de los más queridos, dado su buen rendimiento en la temporada 2009-10 y su compromiso con el club rojiblanco. Su actuación fue clave en la goleada en semifinales de la Copa del Rey ante el Racing de Santander por 4-0, marcando uno de los goles; asimismo, su participación en la única derrota del Barcelona en la Liga, el 14 de febrero de 2010, por 2-1 (asistencia para el primer gol incluida), fue muy alabada.

#### Títulos
Esa misma temporada volvió a levantar un trofeo: el 9 de junio de 2010 ganó la Europa League, competición a la que había accedido el club tras su eliminación de la Liga de Campeones, con el Atlético de Madrid, ganando por 2 goles a 1 al Fulham, en la final disputada en Hamburgo. La temporada siguiente llegó su gol más importante con el Atlético de Madrid (y probablemente de toda su carrera deportiva hasta la fecha). El 29 de agosto de 2010 abrió el marcador en la Supercopa de Europa frente al Inter de Milán, encuentro que finalizó con el resultado de dos a cero a favor de los del Manzanares y que les permitió alzarse con el título continental.

#### De nuevo problemas
Durante el verano de 2011 el Galatasaray hizo una oferta al Atlético de Madrid para intentar fichar a Reyes. Finalmente la oferta fue rechazada y el jugador anunció que no se iba a mover del Atleti. El 27 de octubre, tras haber jugado todos los partidos del Atlético de Madrid disputados hasta la fecha, ya fuera como titular o entrando desde el banquillo, Reyes fue sustituido por cuarta vez en lo que iba de temporada. El cambio no sentó bien al jugador y las cámaras de televisión le grabaron mientras insultaba al, por entonces, entrenador rojiblanco Gregorio Manzano. En los días posteriores al partido, Reyes se disculpó ante el entrenador y públicamente pero, aun así, no fue convocado en el siguiente partido del Atlético de Madrid. En los siguientes tres partidos del club rojiblanco no volvió a ser convocado, oficialmente debido a una gripe que estaba atravesando y regresó a una convocatoria el 20 de noviembre en la decimotercera jornada de Liga donde jugó su partido centésimo con la camiseta del Atlético de Madrid en Primera División. El partido finalizó con una victoria de su equipo por tres a dos frente al Levante. A partir de estos incidentes, la participación de Reyes con el Atlético de Madrid se fue reduciendo y se empezó a especular con su marcha del club colchonero. Finalmente, el 5 de enero de 2012 regresó al Sevilla F. C. firmando un contrato que le vinculó al club hasta 2015 por un precio de 3,5 millones de euros más cerca de un millón más por variables.

### Vuelta a Sevilla

#### Ilusión
Un día después de su firma entró en la convocatoria del partido que enfrentaba a su nuevo equipo contra el Rayo Vallecano, llegando a jugar como titular y disputando 76 minutos. No pudo evitar la derrota de su equipo por dos a uno. El 30 de enero de 2012 jugó su centésimo partido, entre las dos etapas, con la camiseta del Sevilla en la derrota por dos a uno ante el Málaga en la vigesimoprimera jornada de Liga.
La vuelta del jugador a Sevilla levantó mucha ilusión en todos los estamentos del club pues el objetivo era recuperar al mejor Reyes y convertirle en una pieza importante del Sevilla F. C.. De este modo, Reyes se hizo parte importante de las alineaciones del club en lo que restaba de temporada aunque sólo llegó a anotar un gol. El Sevilla F. C. acabó a mitad de la tabla por lo que no consiguió clasificarse para jugar competición europea.

#### Media tabla
La temporada siguiente fue la primera que Reyes comenzaba en el Sevilla desde hacía 10 años. Las lesiones sufridas le impidieron coger un ritmo constante de juego y su importancia en el club sevillano se vio reducida. Su mejor actuación se produjo en el derbi sevillano donde anotó dos de los cinco goles que le endosó el Sevilla al Betis. En Liga, el Sevilla terminó noveno pero debido a la sanción al Málaga y a la denegación de la licencia UEFA al Rayo Vallecano, se clasificó para jugar la Europa League 2013-14.
En la Copa del Rey el club sevillano llegó hasta las semifinales donde fue eliminado por su antiguo club, el Atlético de Madrid, que posteriormente se proclamó campeón ante el Real Madrid. Reyes participó en los dos partidos aunque en la ida, disputada en el Calderón, entró al campo desde el banquillo.

#### Vuelta al triunfo
Durante la temporada 2013-14 Reyes mostró un rendimiento muy parecido a la campaña anterior perdiéndose varios partidos de la misma debido a molestias físicas. En la Liga disputó 21 encuentros y el club acabó la temporada en quinta posición.
En la Europa League disputó 12 partidos y anotó dos goles que ayudaron a su equipo a conseguir el título. El 14 de mayo de 2014 disputó la final ante el Benfica pero fue sustituido en el minuto 78 por Marko Marin cuando el partido iba empate a cero. Este fue el marcador con el que se llegó al minuto 120 y tuvo que ser en la tanda de penaltis en la que se decidió el título. De esta forma, cuatro años después, Reyes consiguió un nuevo título, su segunda Europa League.
En la temporada siguiente, el Sevilla volvió a disputar la final, esta vez frente al Dnipro Dnipropetrovsk. Reyes fue titular y dio la asistencia del gol que ponía el uno a dos a su favor a Carlos Bacca. Reyes fue sustituido en el minuto 59 con empate a dos en el marcador. Finalmente, Bacca anotó el tercero y el Sevilla se proclamó campeón por segundo año consecutivo y Reyes levantó su tercera Europa League. Unas semanas después, Reyes amplió su contrato hasta 2017.
Tras la consecución del Sevilla de la quinta UEFA Europa League, Reyes se convertía también en el único jugador hasta la fecha de conseguir cinco Europa League: 2 con el At. de Madrid y 3 con el Sevilla F. C..

### R. C. D. Espanyol
En la temporada 2016-17 ficha por el equipo barcelonés y se marcha al año siguiente al no renovar contrato.

### Córdoba C. F.
Tras estar sin equipo durante la primera mitad de la temporada, entre rumores de su posible fichaje por un equipo de la Superliga China, decide permanecer en España formalizando su fichaje por el Córdoba C. F. en el mercado de invierno de la temporada 2017-18. Fue fijo en la convocatorias, jugando 17 de 18 partidos desde su fichaje por el club y ayudó a que el Córdoba saliera de los puestos de descenso —en los que llevaba desde la décima fecha— a tres jornadas del final, finalmente manteniendo el puesto en la Segunda División española.

### Xinjiang Tianshan Leopard Football Club
En junio de 2018 finalmente se formaliza el inicio de su aventura en la liga china, fichando por el Xinjiang Tianshan Leopard de Urumchi, que juega en la China League One, la segunda división del país.

### Extremadura U. D.
El 22 de enero de 2019, el Extremadura Unión Deportiva hizo oficial su incorporación hasta final de temporada. Una semana después de que el equipo de Almendralejo certificase su permanencia en Segunda División, Reyes perdió la vida en un trágico accidente de coche.

## Selección nacional
Su debut se produjo el 6 de septiembre de 2003 en Guimarães (Portugal), terminando el partido con el resultado Portugal 0 - 3 España. Aunque no fue culpa suya, durante su etapa en la selección en 2004 se vio envuelto en una agria polémica cuando el seleccionador Luis Aragonés se dirigió a él con ánimo de motivarle de una manera poco ortodoxa. Aragonés, en tono elevado le dijo: «Dígale al negro: ¡Soy mejor que usted!», refiriéndose a su compañero en el Arsenal, Thierry Henry. Esta conversación no sentó muy bien en Inglaterra ni a su propio compañero francés.

## Fallecimiento
José Antonio Reyes falleció el 1 de junio de 2019 a los 35 años de edad en un accidente de tráfico en la carretera que une Sevilla con Utrera, a la altura del kilómetro 18, en el término municipal de Alcalá de Guadaíra. A las 11:40 de la mañana en la autovía A-376, el vehículo que conducía, un Mercedes Brabus S550 de su propiedad, en el que viajaban tres personas (el futbolista y dos primos suyos), se salió de la calzada. El accidente se produjo por el reventón de una rueda y se agravó por el exceso de velocidad (se estima que circulaba a unos 187 km/h, el límite en ese tramo era de 120 km/h). Esto provocó la muerte en el acto del futbolista así como uno de sus primos acompañantes, de 23 años, y el incendio posterior del vehículo en el que viajaban los tres. Su otro primo, de 22 años, terminó gravemente herido con quemaduras en el 65 % de su cuerpo.
Esa misma noche se le dedicó un minuto de silencio instantes antes del inicio de la final de la UEFA Champions League que disputaron en el Estadio Metropolitano de Madrid el Liverpool F. C. y el Tottenham Hotspur.
El día 21 de agosto de 2020 y después de haber ganado su sexta UEFA Europa League, toda la plantilla del Sevilla Fútbol Club incluyendo al equipo técnico, se puso una camiseta honrando la memoria de Antonio Puerta y José Antonio Reyes, dedicándoles el título.

## Estadísticas

### Clubes
| Club | Div           | Temporada     | Liga  | Liga  | Copas nacionales(1) | Copas nacionales(1) | Torneos internacionales(2) | Torneos internacionales(2) | Total | Total | Media goleadora(3) |
| Club | Div           | Temporada     | Part. | Goles | Part.               | Goles               | Part.                      | Goles                      | Part. | Goles | Media goleadora(3) |
| --- | ------------- | ------------- | ----- | ----- | ------------------- | ------------------- | -------------------------- | -------------------------- | ----- | ----- | ------------------ |
| Sevilla · España |               |               |       |       |                     |                     |                            |                            |       |       |                    |
| 1.ª | 1999-00       | 1             | 0     | 0     | 0                   | -                   | -                          | 1                          | 0     | 0     |                    |
| 2.ª | 2000-01       | 1             | 0     | 1     | 0                   | -                   | -                          | 2                          | 0     | 0     |                    |
| 1.ª | 2001-02       | 29            | 8     | 1     | 0                   | -                   | -                          | 30                         | 8     | 0,27  |                    |
| 1.ª | 2002-03       | 34            | 9     | 3     | 2                   | -                   | -                          | 37                         | 11    | 0,30  |                    |
| 1.ª | 2003-04       | 21            | 5     | 4     | 1                   | -                   | -                          | 25                         | 5     | 0,24  |                    |
| Total club | Total club    | 86            | 22    | 9     | 3                   | -                   | -                          | 95                         | 25    | 0,26  |                    |
| Arsenal Inglaterra |               |               |       |       |                     |                     |                            |                            |       |       |                    |
| 1.ª | 2003-04       | 13            | 2     | 4     | 2                   | 4                   | 1                          | 21                         | 5     | 0,23  |                    |
| 1.ª | 2004-05       | 30            | 9     | 7     | 2                   | 8                   | 1                          | 45                         | 12    | 0,27  |                    |
| 1.ª | 2005-06       | 26            | 5     | 6     | 2                   | 12                  | 0                          | 44                         | 7     | 0,14  |                    |
| Total club | Total club    | 69            | 16    | 17    | 5                   | 24                  | 2                          | 110                        | 23    | 0,21  |                    |
| Real Madrid · España |               |               |       |       |                     |                     |                            |                            |       |       |                    |
| 1.ª | 2006-07       | 30            | 6     | 2     | 0                   | 4                   | 1                          | 36                         | 7     | 0,20  |                    |
| Total club | Total club    | 30            | 6     | 2     | 0                   | 4                   | 1                          | 36                         | 7     | 0,19  |                    |
| Atlético de Madrid · España |               |               |       |       |                     |                     |                            |                            |       |       |                    |
| 1.ª | 2007-08       | 26            | 0     | 5     | 1                   | 6                   | 0                          | 37                         | 1     | 0,03  |                    |
| Total club | Total club    | 26            | 0     | 5     | 1                   | 6                   | 0                          | 37                         | 1     | 0,03  |                    |
| Benfica Portugal |               |               |       |       |                     |                     |                            |                            |       |       |                    |
| 1.ª | 2008-09       | 24            | 4     | 1     | 0                   | 5                   | 1                          | 30                         | 5     | 0,17  |                    |
| Total club | Total club    | 24            | 4     | 1     | 0                   | 5                   | 1                          | 30                         | 5     | 0,17  |                    |
| Atlético de Madrid · España |               |               |       |       |                     |                     |                            |                            |       |       |                    |
| 1.ª | 2009-10       | 30            | 2     | 9     | 1                   | 13                  | 0                          | 52                         | 3     | 0,08  |                    |
| 1.ª | 2010-11       | 34            | 6     | 5     | 0                   | 5                   | 1                          | 44                         | 7     | 0,16  |                    |
| 1.ª | 2011-12       | 13            | 0     | 0     | 0                   | 7                   | 3                          | 20                         | 3     | 0,15  |                    |
| Total club | Total club    | 77            | 8     | 14    | 1                   | 25                  | 5                          | 116                        | 14    | 0,12  |                    |
| Sevilla · España |               |               |       |       |                     |                     |                            |                            |       |       |                    |
| 1.ª | 2011-12       | 19            | 1     | 1     | 0                   | -                   | -                          | 20                         | 1     | 0,05  |                    |
| 1.ª | 2012-13       | 26            | 4     | 6     | 0                   | -                   | -                          | 32                         | 4     | 0,13  |                    |
| 1.ª | 2013-14       | 21            | 0     | 1     | 0                   | 12                  | 2                          | 34                         | 2     | 0,06  |                    |
| 1.ª | 2014-15       | 19            | 3     | 4     | 1                   | 14                  | 1                          | 37                         | 5     | 0,14  |                    |
| 1.ª | 2015-16       | 15            | 0     | 4     | 2                   | 3                   | 1                          | 22                         | 3     | 0,14  |                    |
| Total club | Total club    | 100           | 8     | 16    | 3                   | 29                  | 4                          | 145                        | 16    | 0,11  |                    |
| R. C. D. Espanyol · España |               |               |       |       |                     |                     |                            |                            |       |       |                    |
| 1.ª | 2016-17       | 21            | 3     | 2     | 1                   | -                   | -                          | 23                         | 4     | 0,17  |                    |
| Total club | Total club    | 21            | 3     | 2     | 1                   | -                   | -                          | 23                         | 4     | 0,17  |                    |
| Córdoba C. F. · España |               |               |       |       |                     |                     |                            |                            |       |       |                    |
| 2.ª | 2018          | 17            | 1     | -     | -                   | -                   | -                          | 17                         | 1     | 0,06  |                    |
| Total club | Total club    | 17            | 1     | -     | -                   | -                   | -                          | 17                         | 1     | 0,06  |                    |
| Xinjiang Tianshan China |               |               |       |       |                     |                     |                            |                            |       |       |                    |
| 1.ª | 2018          | 14            | 4     | -     | -                   | -                   | -                          | 3                          | 1     | 0,33  |                    |
| Total club | Total club    | 3             | 1     | -     | -                   | -                   | -                          | 3                          | 1     | 0,33  |                    |
| Extremadura U. D. · España |               |               |       |       |                     |                     |                            |                            |       |       |                    |
| 2.ª | 2019          | 9             | 0     | -     | -                   | -                   | -                          | 9                          | 0     | 0     |                    |
| Total club | Total club    | 9             | 0     | -     | -                   | -                   | -                          | 9                          | 0     | 0     |                    |
| Total carrera | Total carrera | Total carrera | 473   | 75    | 66                  | 14                  | 93                         | 13                         | 639   | 100   | 0,15               |
| (1) Incluye datos de Copa del Rey (2000-04), (2006-08) y (2009-16); FA Cup (2003-06); Copa de la Liga (2003-06); Taça de Portugal (2008-09). (2) Incluye datos de Champions League (2003-07) y (2009-10) y (2015-16); Europa League (2007-12) y (2013-15); Supercopa de Europa (2010) y (2014-15). |               |               |       |       |                     |                     |                            |                            |       |       |                    |

### Selecciones

#### Participaciones en fases finales
| Competición                    | Categoría | Sede     | Resultado        | Partidos | Goles |
| ------------------------------ | --------- | -------- | ---------------- | -------- | ----- |
| Copa Mundial de Fútbol de 2006 | Absoluta  | Alemania | Octavos de final | 1        | 0     |
| Total                          | Total     | Total    | Total            | 1        | 0     |

## Palmarés

### Torneos nacionales
| Título           | Club              | País       | Año  |
| ---------------- | ----------------- | ---------- | ---- |
| Segunda División | Sevilla F. C.     | España     | 2001 |
| Premier League   | Arsenal F. C.     | Inglaterra | 2004 |
| Community Shield | Arsenal F. C.     | Inglaterra | 2004 |
| FA Cup           | Arsenal F. C.     | Inglaterra | 2005 |
| Liga Española    | Real Madrid C. F. | España     | 2007 |
| Copa de la Liga  | S. L. Benfica     | Portugal   | 2009 |

### Torneos internacionales
| Título              | Equipo              | Sede     | Año  |
| ------------------- | ------------------- | -------- | ---- |
| Europeo Sub-19      | Selección de España | Noruega  | 2002 |
| UEFA Europa League  | Atlético de Madrid  | Hamburgo | 2010 |
| Supercopa de Europa | Atlético de Madrid  | Mónaco   | 2010 |
| UEFA Europa League  | Atlético de Madrid  | Bucarest | 2012 |
| UEFA Europa League  | Sevilla F. C.       | Turín    | 2014 |
| UEFA Europa League  | Sevilla F. C.       | Varsovia | 2015 |
| UEFA Europa League  | Sevilla F. C.       | Basilea  | 2016 |